# Taracticus dimidiatus
Taracticus dimidiatus là một loài ruồi trong họ Asilidae. Taracticus dimidiatus được Macquart miêu tả năm 1847.